# کازومی یوموتو
کازومی یوموتو (انگلیسی: Kazumi Yumoto؛ زادهٔ ۱۱ نوامبر ۱۹۵۹) رمان‌نویس، فیلم‌نامه‌نویس، نویسنده کودکان، و نویسنده اهل ژاپن است.